# Kuzinellus sentus
Kuzinellus sentus är en spindeldjursart som först beskrevs av Pritchard och Baker 1962.  Kuzinellus sentus ingår i släktet Kuzinellus och familjen Phytoseiidae. Inga underarter finns listade i Catalogue of Life.